# Franck Moussima
Franck Martial Ewane Moussima (23 febbraio 1984) è un judoka camerunese, vincitore di due medaglie d'oro ai Giochi panafricani nella categoria -100 chilogrammi. Ha rappresentato il Camerun ai Giochi olimpici di Atene 2004 e Pechino 2008

## Palmarès
- Giochi panafricani

Algeri 2007: oro nei 100 kg.
Maputo 2011: oro nei 100 kg.
- Campionati africani di judo

2004 - Tunisi: bronzo nei 100 kg.
2008 - Agadir: bronzo nei 100 kg.
2009 - Mauritius: tutte le categorie
2010 - Yaoundé: argento nei 100 kg.
2012 - Agadir: bronzo nei 100 kg.
- Universiade

Bangkok 2007: argento nei 100 kg.